# سیارک ۱۸۸۵۷
سیارک ۱۸۸۵۷ (به انگلیسی: 18857 Lalchandani، نامگذاری:1999RE117) هجده هزار و هشتصد و پنجاه و هفتمین سیارک کشف شده‌است که در ۹ سپتامبر ۱۹۹۹ کشف شد.
قدر مطلق سیارک برابر ۱۷.۰ است.